# Sindicat Unitari
El Sindicat Unitari (SU) (en castellà: Sindicato Unitario, SU) es va constituir en els últims anys del franquisme, en 1976, impulsat pel partit polític maoista Organització Revolucionària de Treballadors (ORT) a partir de la catòlica Acció Sindical dels Treballadors. Dintre dels seus objectius es troben l'emancipació dels treballadors o la fi del capitalisme. Encara que molt actiu en la dècada dels anys 1970, l'esdevenir sindical l'ha reduït a una organització minoritària, si bé es mantenen organitzacions del SU a Huelva, Madrid, Cantàbria i Barcelona. Alguns dels seus dirigents càntabres són Patxi Ceballos Ruiz, Pedro Suárez Pérez, Rebeca Gruber Pérez o Ana Rosa Señas Echevarría, tots ells membres de la Secretaria del sindicat a Cantàbria.